# Atropha magnifica
Atropha magnifica là một loài tò vò trong họ Ichneumonidae.